# Kuchnia goańska

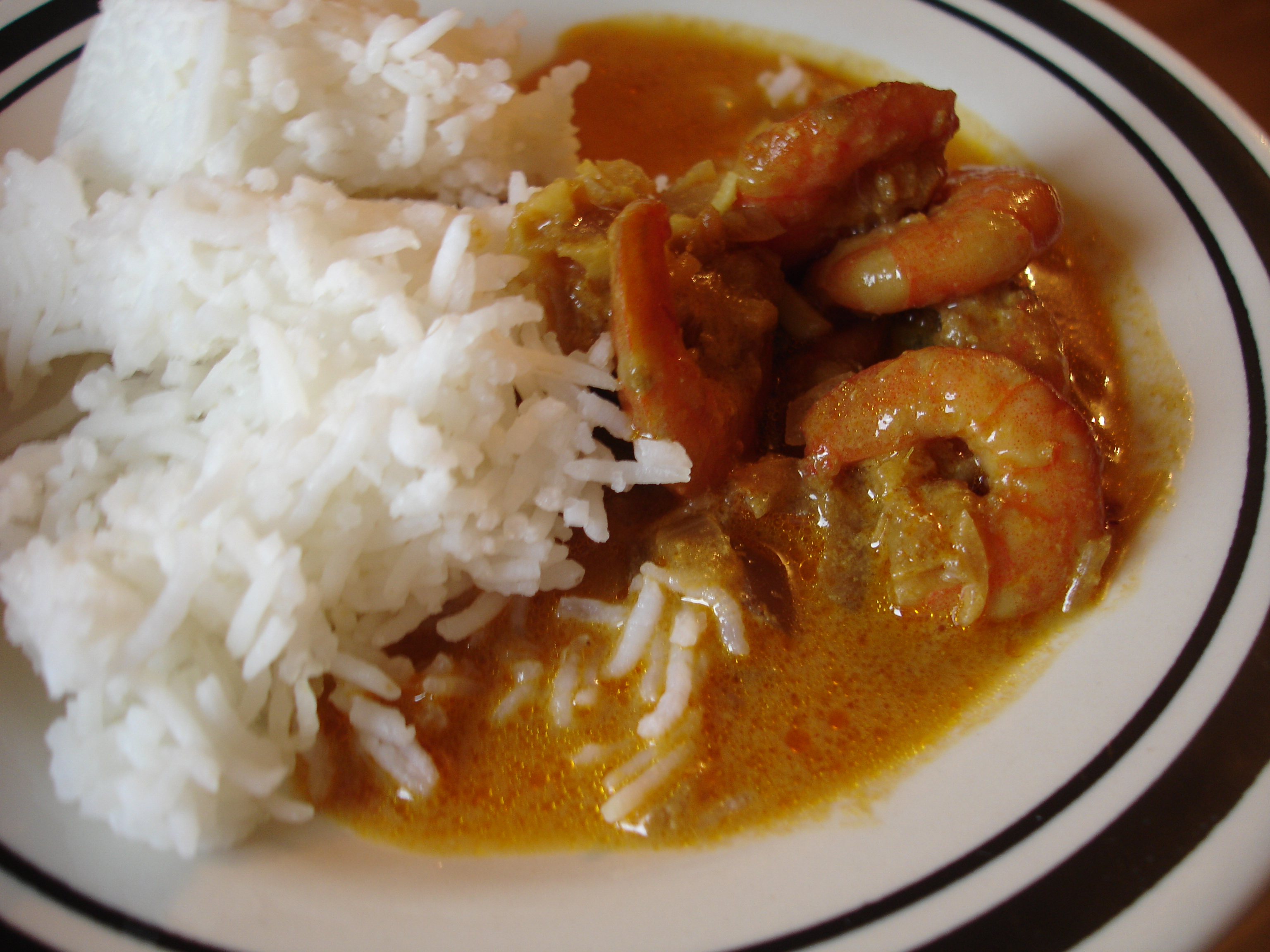
Krewetkowe curry w wersji katolickiej

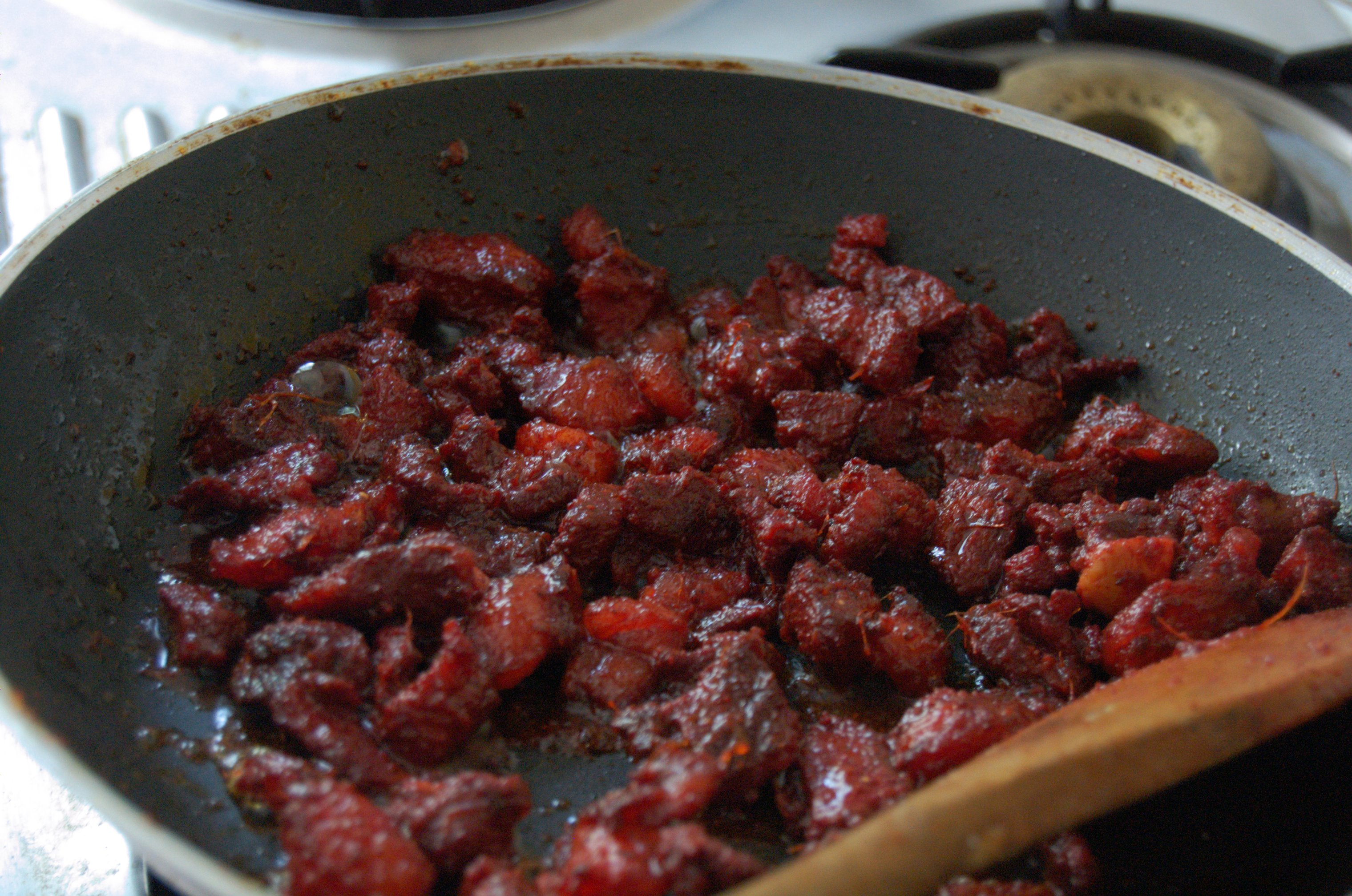
Smażone kiełbaski goańskie

Kuchnia goańska – ogół lokalnych tradycji kulinarnych na terenie indyjskiego stanu Goa. Ze względu na położenie podstawowymi produktami spożywczymi jest ryż, ryby, owoce morza i mleczko kokosowe. Od kuchni innych regionów Indii kuchnia goańska odróżnia się przede wszystkim silnymi wpływami kuchni portugalskiej, ze względu na niemal pięćsetletnią obecność Portugalczyków na tym terenie. W czasach kolonialnych Portugalczycy przenieśli na grunt indyjski szereg tropikalnych roślin Nowego Świata, wcześniej w Indiach nieznanych, takich jak ziemniaki, pomidory, chili. Współczesne społeczeństwo Goa pod względem religijnym dzieli się na katolików i hinduistów, co ma swoje odzwierciedlenie również w gustach kulinarnych obu grup. Katolicy zakwaszają potrawy octem, natomiast hinduiści preferują tradycyjne dodatki, jak tamarynd, a zwłaszcza bardzo w Goa popularny miąższ owocu kokam oraz unikają mięsa. Niektóre ze składników wprowadzonych przez Portugalczyków cieszą się popularnością wśród obu społeczności, szczególnie pikantne czerwone papryczki chili.

## Typowe dania goańskie
- vindaloo – wieprzowina w marynacie z octu i przypraw
- sorpetel – gulasz wieprzowy
- caldinha – wegetariańskie curry
- goan sausage – kiełbaski

## Napoje
Bardzo popularny jest destylat feni produkowany na bazie owoców nerkowca bądź kwiatów palmy kokosowej.